# Das Buddhistische Haus

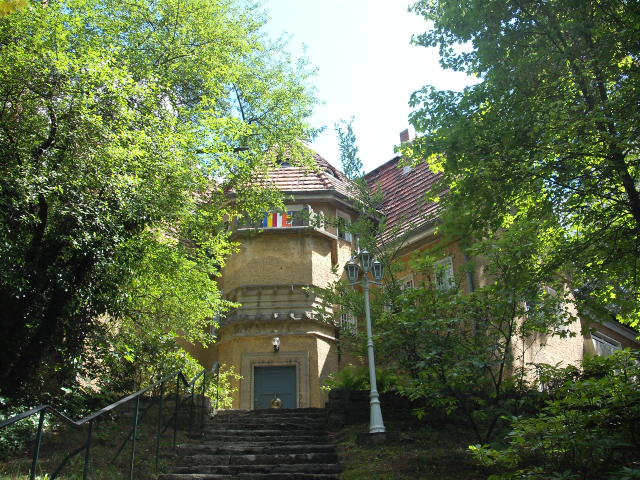
Das Buddhistische Haus in Berlin-Frohnau (2009)

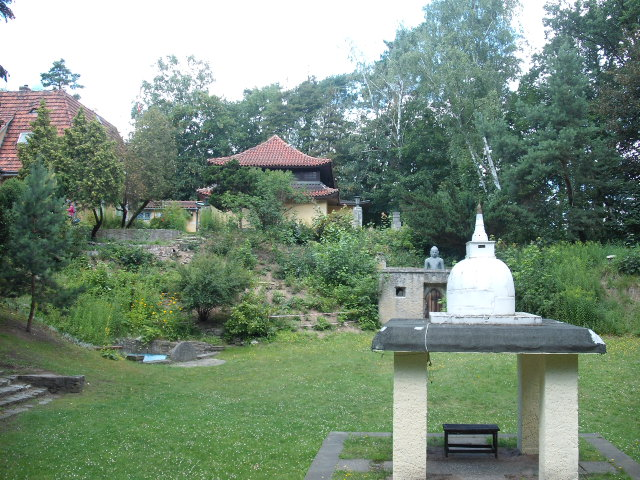
Das Gelände des Buddhistischen Hauses

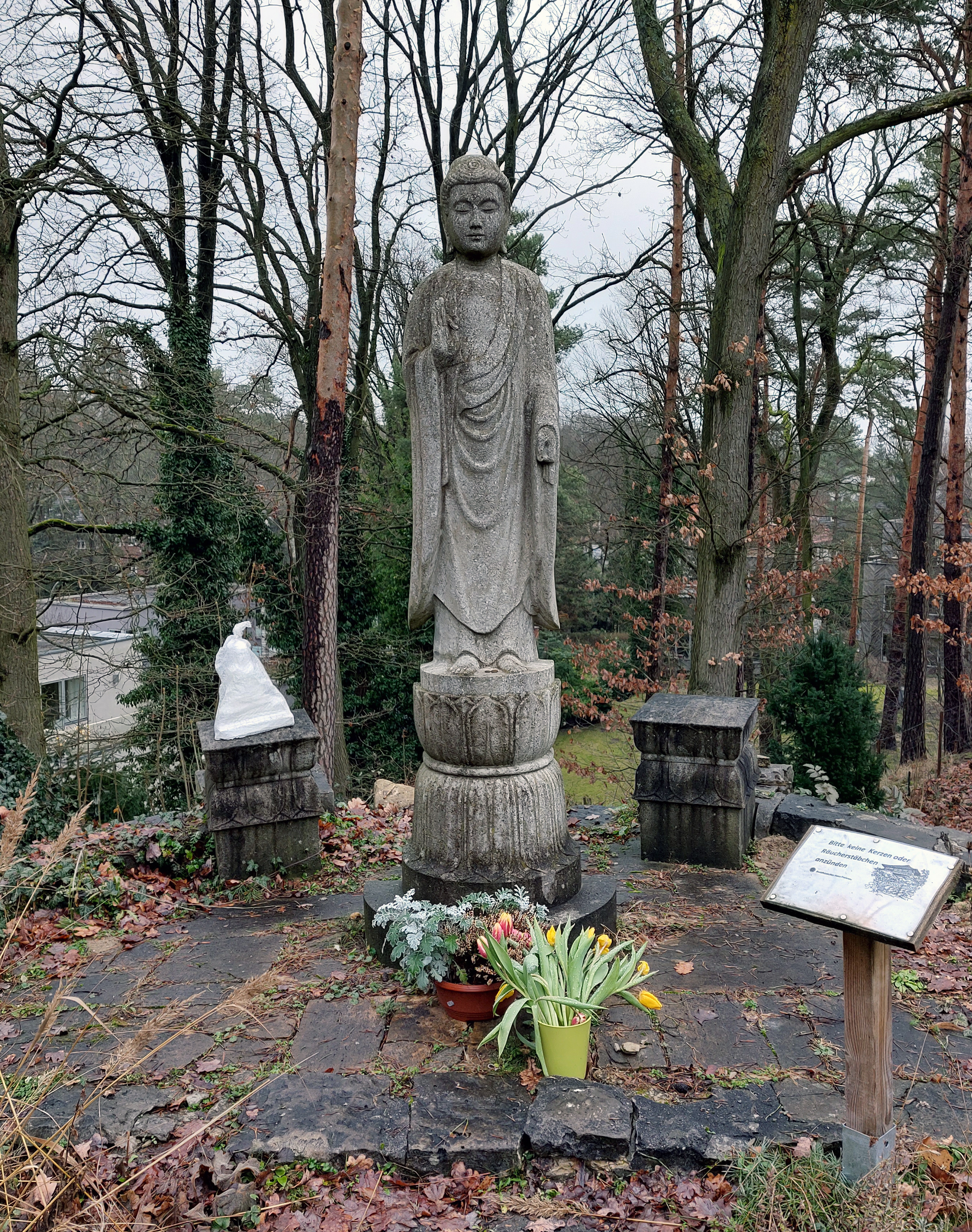
Buddha-Statue auf dem Gelände

Das Buddhistische Haus ist eine buddhistische Tempelanlage oder Vihâra in Berlin und gilt als der älteste buddhistische Tempel in Europa.

## Geschichte
Der Bauherr des Buddhistischen Hauses war der Arzt und Schriftsteller Paul Dahlke, der in Berlin eine Praxis betrieb und auf seinen Asienreisen den Buddhismus kennengelernt hatte. Er wurde 1900 selbst Buddhist und Lehrer dieser Religion, übersetzte eine Reihe alter buddhistischer Schriften aus der altindischen Pali-Sprache ins Deutsche und gab die Neubuddhistische Zeitschrift heraus.
Kurz nach dem Ende des Ersten Weltkriegs ergab sich für ihn eine günstige Gelegenheit, ein kiefernbestandenes Heidegebiet von rund 36.500 m² in Berlin-Frohnau zu erwerben. Als ein Zentrum für die buddhistische Religion ließ er dort ab 1923 durch den Pankower Architekten Max Meyer das villenartige Wohnhaus mit dem dahinter gesetzten, im japanischen Stil gehaltenen Tempelbau errichten. Den Bau finanzierte Dahlke durch großzügige Spenden, aber auch durch eigene Mittel. Die Außenanlagen plante er selbst nach seinen Interpretationen buddhistischer Lehren. Im August 1924 war der Bau des „Buddhistischen Hauses“ so weit fortgeschritten, dass Dahlke mit seiner Haushälterin und einigen befreundeten Buddhisten darin einziehen konnten. 1926 wurde noch ein Tempel gebaut.
Das „Buddhistische Haus“ war gedacht als ein Platz für die innere Läuterung, soweit man dies erreichen kann in einem Kompromiss zwischen dem Leben als buddhistischem Mönch und den westlichen Bedingungen. Es konnte kein Kloster sein, denn die materiellen und spirituellen Voraussetzungen waren nicht ausreichend. Dafür war es eine Mittelwegs-Lösung zwischen einem Kloster und einem Aufenthaltsort für Laien. Die „Fünf Regeln“ waren die Mindestanforderung an das Verhalten der hier Wohnenden.
Die „German Dharmaduta Society“ (GDS), gegründet am 21. September 1952 von Asoka Weeraratna, erwarb den Besitz von den Erben Paul Dahlkes im Jahre 1957 und gestaltete diesen um in ein buddhistisches Vihâra mit hierin wohnenden Mönchen, die von Sri Lanka und anderen Ländern entsandt wurden.

## Gegenwart
Seit dem Jahr 2000 wird das Haus von Tissa Weeraratna, einem Neffen des Gründers der „German Dharmaduta Society“, verwaltet. Im Sommer 2005 entließ der neue Verwalter die vorher dort arbeitenden Mönche und Angestellten, um das Haus alleine nach seinen eigenen Vorstellungen zu führen. Unterstützt wird er dabei vom deutschen Förderverein des Hauses, der sich im Jahr 2007 neu gegründet hat.
Im Buddhistischen Haus lebten und wirkten in der Vergangenheit international angesehene buddhistische Mönche. Sie alle waren dem von Asoka Weeraratna gelebten monastischen Ideal verpflichtet und dem Theravada-Buddhismus, der heute u. a. auf Sri Lanka, in Thailand und Burma Staatsreligion ist. Daneben gab es auch immer wieder prominente Besucher, so zuletzt am 2. Februar 2007, als der kurz zuvor ins Amt gewählte Außenminister Sri Lankas, Rohitha Bogollagama, das Haus besuchte.
Nach gravierenden Unregelmäßigkeiten in der Betriebsführung sah sich der Dachverband der in Deutschland lebenden Buddhisten, die „Deutsche Buddhistische Union“, im Jahr 2009 dazu gezwungen, das Buddhistische Haus aus dem Kreis jener Einrichtungen auszuschließen, die den Buddhismus in Deutschland repräsentieren. Seither ist die Einrichtung in erster Linie eine Touristenattraktion und Gedenkstätte im Norden der deutschen Hauptstadt. Externe Lehrer halten weiter Vorträge und Meditationskurse. Darüber hinaus sind die im Haus lebenden Mönche aus Sri Lanka Ansprechpartner für die singhalesische Gemeinde in Berlin. Die Bibliothek und der Meditationsraum stehen allen Besuchern zur Verfügung.
Das Archivgut des Hauses wurde 2019 von Gerdien Jonker gesichtet und teilweise systematisiert.

## Architektur
Man betritt das Grundstück durch das einem ceylonesischen Bau nachempfundene Elefantentor. Davor führt eine steile Treppe mit 73 Stufen empor, die den edlen achtfachen Pfad Buddhas zur Erlösung vom Leid der Vergänglichkeit symbolisiert. Hinter dem Haus gibt es einen Versammlungsplatz und den „Vertiefungsteich“, eine Anlage, welche die vier Versenkungen des Praktizierenden bis zur Errichtung des Zustandes frei von Glück und Leid symbolisiert. Im Wohnhaus befindet sich eine umfangreiche Bibliothek. Etwas abseits steht das aus einem Nebengebäude 1974 in ein Gästehaus umgebaute Ceylon-Haus. Im Garten ist eine Steinskulptur der Göttin der Barmherzigkeit, Kannon (Guanyin) zu sehen, die 1959 von der japanischen Stadt Nagoya gestiftet wurde. An einer unbekannten Stelle des Gartens wurde Dahlke beigesetzt; 1988 brachte man zu seiner Ehrung eine Gedenktafel am Eingangstor an.
„Das Buddhistische Haus“ ist heute nationales Kulturgut und steht unter Denkmalschutz. Zusätzlich sind die Grünflächen am „Buddhistischen Haus“ als Gartendenkmal gelistet.